# 妙体山
妙体山（みょうたいさん）は、徳島県阿波市と美馬市の境界に位置する讃岐山脈に属する山である。標高785m。
旧阿波郡阿波町と美馬郡脇町の境界に位置する山である。山頂には明多意神社と女体神社が建ち、樹齢数百年といわれている原生林が山頂に生い茂っている。山頂からは香川県の屋島や瀬戸内海、中国山地まで眺望できる。